# Maqsood Ahmed (Squashspieler)
Maqsood Ahmed (* 30. August 1957 in Peschawar) ist ein ehemaliger pakistanischer Squashspieler.

## Karriere
Maqsood Ahmed war zwischen 1976 und 1985 als Squashspieler aktiv und erreichte im April 1980 mit Rang vier seine höchste Platzierung in der Weltrangliste.
Mit der pakistanischen Nationalmannschaft nahm er 1976, 1977, 1981, 1983 und 1991 an der Weltmeisterschaft teil. 1977, 1981 und 1983 wurde er dabei Weltmeister. In beiden Finals blieb Maqsood Ahmed siegreich: 1981 besiegte er im Finale gegen Australien seinen Gegner Greg Pollard in drei Sätzen, zwei Jahre später blieb er gegen England in seiner Partie gegen Phil Kenyon ebenfalls siegreich.
Von 1977 bis 1988 stand er elfmal im Hauptfeld der Einzelweltmeisterschaft. Sein bestes Abschneiden war dabei das Erreichen des Halbfinals in den Jahren 1979 und 1984. Bei Asienmeisterschaften stand er 1984 gegen Qamar Zaman im Endspiel des Einzelwettbewerbs. Während er die Partie gegen Zaman verlor, gewann er gemeinsam mit unter anderem diesem den Mannschaftswettbewerb.
Sein älterer Bruder Mohammad Saleem war ebenfalls Squashspieler und gehörte wie Ahmed zur Weltmeister-Mannschaft 1977.

## Erfolge
- Weltmeister mit der Mannschaft: 3 Titel (1977, 1981, 1983)
- Vizeasienmeister: 1984
- Asienmeister mit der Mannschaft: 1984